# Liste des musées du Suffolk
Cette liste des musées du Suffolk, Angleterre contient des musées qui sont définis dans ce contexte comme des institutions (y compris des organismes sans but lucratif, des entités gouvernementales et des entreprises privées) qui recueillent et soignent des objets d'intérêt culturel, artistique, scientifique ou historique. Leurs collections ou expositions connexes disponibles pour la consultation publique. Sont également inclus les galeries d'art à but non lucratif et les galeries d'art universitaires. Les musées virtuels ne sont pas inclus.

## Musées
| Nom                                   | Image | Ville/City       | District     | Type               | Résume |
| ------------------------------------- | ----- | ---------------- | ------------ | ------------------ | --- |
| Aldeburgh Museum                      |       | Aldeburgh        | East Suffolk | Local              | website, situé dans le moot hall du XVIe siècle, histoire locale, culture, métiers, industrieindustry |
| Alfred Corry Lifeboat Museum          |       | Southwold        | East Suffolk | Maritime           | website, abritant l’ancien lifeboat Alfred Corry, expositions et artefacts sur le sauvetage et l’histoire maritime de la région |
| Amber Shop and Museum                 |       | Southwold        | East Suffolk | Histoire naturelle | website, boutique avec musée sur l'ambre et objets d'art, sculptures, bijoux et objets d'ambre |
| The Apex                              |       | Bury St Edmunds  | West Suffolk | Art                | website, centre des arts de la scène, comprend la Galerie d’art Apex pour des expositions d’art contemporain |
| Bardwell Windmill                     |       | Bardwell         | West Suffolk | Mill               | Moulin à vent du début du XIXe siècle |
| Bawdsey Manor                         |       | Bawdsey          | East Suffolk | Militaire          | Présente le bloc émetteur et l'exposition "Magic Ear" sur la RAF Bawdsey et les activités radar pendant la Seconde Guerre mondiale et la guerre froide |
| Beccles & District Museum             |       | Beccles          | East Suffolk | Local              | website, histoire locale, culture |
| Bentwaters Cold War Museum            |       | Woodbridge       | East Suffolk | Militaire          | Histoire des RAF Bentwaters pendant la Seconde Guerre mondiale et la guerre froide |
| Brandon Heritage Centre               |       | Brandon          | West Suffolk | Local              | information, histoire locale, culture |
| Bungay Museum                         |       | Bungay           | East Suffolk | Local              | website, histoire locale, culture |
| Buttrum's Mill                        |       | Woodbridge       | East Suffolk | Mill               | Moulin à vent du milieu du XIXe siècle |
| Christchurch Mansion                  |       | Ipswich          | Ipswich      | Multiple           | Maison seigneuriale avec beaux-arts, arts décoratifs dans des présentoirs de pièces d'époque, jouets et poupées |
| Clare Ancient House Museum            |       | Clare            | West Suffolk | Local              | Maison des XIVe et XVe siècles présentant des expositions d'histoire et d'archéologie locales |
| Clifford Road Air Raid Shelter        |       | Ipswich          | Ipswich      | Histoire           | Abri anti-aérien souterrain de la Seconde Guerre mondiale avec fournitures et objets d'art d'époque |
| Dunwich Museum                        |       | Dunwich          | East Suffolk | Local              | website, histoire locale, culture, histoire de son déclin dû à l'érosion côtière |
| East Anglia Transport Museum          |       | Carlton Colville | East Suffolk | Transport          | Véhicules de transport en commun historiques, y compris bus, tramways et trolleybus, voie ferrée à voie étroite |
| Easton Farm Park                      |       | Easton           | East Suffolk | Ferme              | website |
| Euston Hall                           |       | Euston           | West Suffolk | Maison historique  | Manoir du XVIIe siècle, collection de beaux-arts, parc de William Kent et Capability Brown |
| Felixstowe Museum                     |       | Felixstowe       | East Suffolk | Multiple           | Histoire militaire et sociale de la région, située dans le Landguard Fort |
| Flatford: Bridge Cottage              |       | Flatford         | Babergh      | Maison historique  | Exploité par le National Trust, chaumière du XVIe siècle avec des expositions sur John Constable et ses peintures de la région. |
| Framlingham Castle                    |       | Framlingham      | East Suffolk | Maison historique  | Exploité par l'English Heritage, vestiges d'une forteresse du XIIe siècle, présente son histoire. |
| Gainsborough's House                  |       | Sudbury          | Babergh      | Art                | Lieu de naissance de l'artiste Thomas Gainsborough, collection de peintures, dessins et estampes, expositions d'art temporaires |
| Greene King Visitor Centre            |       | Bury St Edmunds  | West Suffolk | Nourriture         | Histoire, artefacts et boutique de la brasserie |
| Halesworth Museum                     |       | Halesworth       | East Suffolk | Local              | website, histoire locale, situé dans la gare de Halesworth |
| Haverhill Local History Centre        |       | Haverhill        | West Suffolk | Local              | website, histoire locale, situé dans le Haverhill Arts Centre |
| Herringfleet Windmill                 |       | Herringfleet     | East Suffolk | Mill               | Moulin à vent en tablier du début du XIXe siècle |
| HMS Ganges Museum                     |       | Bures            | Babergh      | Maritime           | website, histoire et objets issus des navires d’entraînement associés à l’ HMS Ganges (shore establishment) |
| Ickworth House, Park & Garden         |       | Bury St Edmunds  | West Suffolk | Maison historique  | Exploité par le National Trust, cmaison de campagne avec collections de peintures, portraits, meubles Regency, jardins et parc |
| Ipswich Art School Gallery            |       | Ipswich          | Ipswich      | Art                | website |
| Ipswich Maritime Trust Window Museum  |       | Ipswich          | Ipswich      | Maritime           | website, vitrines du patrimoine maritime de la ville |
| Ipswich Museum                        |       | Ipswich          | Ipswich      | Multiple           | Archéologie, Bretagne romaine et l'Égypte ancienne, histoire locale, histoire naturelle, ethnographie |
| Ipswich Transport Museum              |       | Ipswich          | Ipswich      | Transport          | L’historique des transports locaux comprend les autobus, les tramways, les véhicules utilitaires, les appareils d’incendie, les grues mobiles, les bicyclettes, les véhicules tirés par des chevaux , les landaus et les fauteuils roulants, la plupart étant fabriqués dans la région.                                                   |
| Kentwell Hall                         |       | Long Melford     | Babergh      | Maison historique  | Maison seigneuriale élisabéthaine et dépendances avec une ferme de races rares et des jardins |
| Landguard Fort                        |       | Felixstowe       | East Suffolk | Militaire          | Fort historique utilisé depuis le XVIe siècle jusqu'aux années 1950, comprend également le Felixstowe Museum |
| Lanman Museum                         |       | Framlingham      | East Suffolk | Local              | http://www.thelanmanmuseum.onesuffolk.net/ website, situé au Framlingham Castle histoire locale, histoire du château, agriculture, histoire sociale |
| Lavenham Guildhall                    |       | Lavenham         | Babergh      | Histoire           | Exploité par le National Trust, hall de guild médiévale avec des expositions sur l'industrie du drap, de l'agriculture et de l'agriculture locales |
| Laxfield & District Museum            |       | Laxfield         | Mid Suffolk  | Militaire          | information |
| Little Hall Lavenham                  |       | Lavenham         | Babergh      | Maison historique  | website, maison à colombages du XIVe siècle |
| Long Shop Museum                      |       | Leiston          | East Suffolk | Industrie          | Histoire de Richard Garrett & Sons fabricant de machines agricoles, de Machine à vapeur est de trolleybuses. |
| Lowestoft Maritime Museum             |       | Lowestoft        | East Suffolk | Maritime           | website, artefacts maritimes, maquettes de bateaux, art marin, pêche et activités liées à la pêche, activités avec la Royal Navy pendant la Seconde Guerre mondiale, outils de construction navale et de tonnelier |
| Lowestoft Museum                      |       | Lowestoft        | East Suffolk | Local              | website, histoire locale, Lowestoft Porcelain du XVIIIe siècle , fossiles, patrimoine maritime, industries, culture, histoire sociale |
| Lowestoft War Memorial Museum         |       | Lowestoft        | East Suffolk | Militaire          | Histoire militaire de la région pendant la Première Guerre mondiale et la Seconde Guerre mondiale |
| Martlesham Heath Control Tower Museum |       | Woodbridge       | East Suffolk | Aviation           | website, histoire de la RAF Martlesham Heath |
| Mechanical Music Museum at Cotton     |       | Cotton           | Mid Suffolk  | Musique            | website, collection d'instruments de musique automatiques et de souvenirs de cinéma |
| Melford Hall                          |       | Long Melford     | Babergh      | Maison historique  | Exploité par le National Trust, demeure seigneuriale reflétant deux siècles de vie de famille, lie à Beatrix Potter |
| Mid-Suffolk Light Railway Museum      |       | Wetheringsett    | Mid Suffolk  | Rail               | Chemin de fer patrimonial et musée avec locomotives, objets façonnés |
| Mildenhall Museum                     |       | Mildenhall       | West Suffolk | Local              | website, histoire locale, faune naturelle, histoire de la RAF Mildenhall, répliques du Trésor de Mildenhall, archéologie |
| Mincarlo                              |       | Lowestoft        | East Suffolk | Maritime           | musée de fishing trawler Sidewinder |
| Moyse's Hall Museum                   |       | Bury St Edmunds  | West Suffolk | Multiple           | website, histoire locale, culture, horloges, costumes et textiles, beaux-arts et objets de décoration, galerie du Suffolk Regiment |
| Museum of East Anglian Life           |       | Stowmarket       | Mid Suffolk  | Open air           | L'histoire agricole d'East Anglia comprend Eastbridge Windpump, des machines pour l'agriculture, des scènes des années 1950 comprenant des magasins, des cuisines, des salons et une salle de classe victorienne, une forge, des métiers, un moulin à eau, une chapelle, des ateliers de menuiserie et d'ingénierie, des moteurs à vapeur |
| Museum of Knots and Sailors' Ropework |       | Ipswich          | Ipswich      | Maritime           | website, ouvert sur rendez-vous, art et habileté du travail du Matelotage |
| National Horseracing Museum           |       | Newmarket        | West Suffolk | Sports             | Histoire des courses de chevaux en Grande-Bretagne, abrite le Hall of Fame de la course hippique britannique et la galerie Vestey de l'art sportif britannique |
| Norfolk and Suffolk Aviation Museum   |       | Flixton          | East Suffolk | Aviation           | Avion historique, histoire de la RAF Bungay et collections régimentaires des unités qui y ont servi, histoire de l'aviation de la région, histoire de l'aviation et objets façonnés de la Seconde Guerre mondiale |
| Orford Castle                         |       | Orford           | East Suffolk | Maison historique  | Géré par l'English Heritage, medieval castle keep, le donjon du château médiéval abrite les expositions d'artefacts archéologiques locaux du Orford Museum's, son histoire et les costumes du bourg. |
| Pakenham Windmill                     |       | Pakenham         | West Suffolk | Mill               | Moulin à vent du milieu du XIXe siècle |
| Parham Airfield Museum                |       | Framlingham      | East Suffolk | Militaire          | Historique des activités de l'aérodrome pendant la Seconde Guerre mondiale, en particulier avec le 390th Bombardment Group et la British Resistance Organisation |
| Rougham Control Tower Museum          |       | Bury St Edmunds  | West Suffolk | Militaire          | website, tour de contrôle restaurée de la Seconde Guerre mondiale et Quonset hut avec expositions et souvenirs de la RAF Bury St Edmunds |
| Royal Naval Patrol Service Museum     |       | Lowestoft        | East Suffolk | Maritime           | website, historique du service de la Royal Naval Patrol Service et de leurs activités locales pendant la Seconde Guerre mondiale |
| Saxmundham Museum                     |       | Saxmundham       | East Suffolk | Local              | information, histoire locale, réplique de magasins locaux, cellule de prison, expositions culturelles |
| Saxtead Green Post Windmill           |       | Framlingham      | East Suffolk | Mill               | Géré par l'English Heritage, moulin à vent du XIXe siècle |
| Smith's Row                           |       | Bury St Edmunds  | West Suffolk | Art                | website, galerie d'art contemporain |
| Somerleyton Hall                      |       | Somerleyton      | East Suffolk | Maison historique  | Maison de maître Tudor-Jacobean, jardins |
| Southwold Lighthouse                  |       | Southwold        | East Suffolk | Maritime           | Musée phare |
| Southwold Museum                      |       | Southwold        | East Suffolk | Local              | website, histoire locale, histoire naturelle, géologie, industries, chemin de fer, patrimoine maritime, archéologie |
| Southwold Sailors' Reading Room       |       | Southwold        | East Suffolk | Maritime           | website, art marin, photos, modèles et autres souvenirs des pêcheurs et des marins locaux |
| St Edmundsbury Cathedral              |       | Bury St Edmunds  | West Suffolk | Multiple           | Cathédrale historique, comprenant la galerie Edmund pour des expositions d'art et les expositions de trésors de la cathédrale de costumes religieux et d'artefacts |
| Sudbury Heritage Centre & Museum      |       | Sudbury          | Babergh      | Local              | website, histoire locale |
| Suffolk Regiment Museum               |       | Bury St Edmunds  | West Suffolk | Militaire          | Uniformes, armes, artefacts façonnés et souvenirs du régiment |
| Suffolk Underwater Studies Museum     |       | Orford           | East Suffolk | Maritime           | website, archéologie marine, objets récupérés dans l'océan, information |
| Sutton Hoo                            |       | Woodbridge       | East Suffolk | Archéologie        | Exploité par le National Trust, artefacts provenant de la sépulture d'un roi Anglo-Saxon et de ses biens les plus précieux |
| Thelnetham Windmill                   |       | Thelnetham       | West Suffolk | Mill               | Moulin à vent du début du XIXe siècle |
| Upthorpe Mill                         |       | Stanton          | West Suffolk | Mill               | Moulin à vent du milieu du XVIIIe siècle |
| West Stow Anglo-Saxon Village         |       | West Stow        | West Suffolk | Open air           | Village Anglo-Saxon recréée, artefacts archéologiques découverts sur le site, des expositions de la vie anglo-saxonne et de la culture |
| Woodbridge Museum                     |       | Woodbridge       | East Suffolk | Local              | information, histoire locale, archéologie, commerce, routes, logement, religion et éducation |
| Moulin à marée de Woodbridge          |       | Woodbridge       | East Suffolk | Mill               | tide mill opérationnel |
| Woolpit Museum                        |       | Woolpit          | Mid Suffolk  | Local              | website, histoire locale, fabrication de briques, situé dans un cottage du XVIIe siècle |

## Musées fermées
- Sue Ryder Foundation Museum, Cavendish, vie et œuvres de la philanthrope Sue Ryder[2]
- Suffolk Heavy Horse Museum, Woodbridge, histoire de la race Suffolk Punch de draught horse[3]
- William Clowes (en) Printing Museum, Beccles[4]